# Terapija plesom i pokretom
Terapija plesom i pokretom je oblik psihoterapije zasnovane na pristupu koji podržava povezanost duha i tela i na taj način može predstavljati jednu od pozitivnih metoda u ublažavanju različitih simptoma depresivnih i drigih psihičkih poremećaja.
Terapijski program uključuje neke specifične tehnike — gledanje u ogledalo, kinestetičku imaginaciju, istraživanje različitih elemenata dinamike pokreta, simbolizaciju telom. Procena uticaja terapijskog programa sprovodi se primenom vizualno analognih skala samoprocene — zadovoljstvo, nelagodnost, telesni doćivqaj, opuštenost, umor, doživljaj odnosa sd članovima grupe, doživljaj terapije, doživljaj terapeuta).
Na osnovi rezultata brojnih istraživanja, kvantitativnom analizom, kao i na osnovu narativnog opisa ispitanika zaključeno je da terapija plesom i pokretom ima pozitivan i neposredan učinak u području razvoja pozitivnog raspoloženja, telesnog doživljaja, interpersonalne komunikacije i smanjenja psihofizičke napetosti. U tom smislu psihoterapija pokretom i plesom danas je prihvaćena kao jedna od prikladnih metoda u procesu primnene holističkih i interdisciplinarnih pristupa u terapiji osoba sa depresivnim, ali i drugim mentalnim poremećajima.

## Istorija
Obredna i simbolička primena plesa korištena je već u prapočetku ljudske civilizacije, tokom različitih istorijskih razdoblja, pa sve do današnjih dana u okviru verskih, isceliteljskih i socijalnih ceremonija. Takođe, tokom 20. veka određeni su psihološki pravci u razmatranje čovekovog ponašanja, koji su uključili i telesnu komponentu. Tako, na primjer radovi Frojoda, Adlera, Reicha i Junga ukazuju na važnost telesnog izražavanja i telesnih impulsa. U tom smislu Jung je razvio i tehnike „aktivne imaginacije“ u kojima je koristio materijal iz snova i umetnički proces („plesanje jednog sna“ ) da bi posredovao i izrazio simbolične informacije iz nesvesnog.
Kao zasebni psihoterapijski pristup terapija pokretom i plesom razvijala se postepeno, a njenim začetnicama se smatraju Marion Chace i Mary Starks Whitehouse, koji su 40-tih godina 20. veka u SAD-u započele terapijsku primenu pokreta i plesa u okviru psihijatrijskog lečenja.

## Terapija plesom i pokretom ili savremena tendencija u lečenju i rehabilitaciji
Prisutnost različitih nepovoljnih psihofizičkih simptoma, koji se javljaju kod osoba sa depresijom i sličnim psihičkim stanjima, zahteva dodatni napor psihoterapeuta u cilju pronalaženja novih strategija ponašanja i sadržaja koji određuju pozitivniji doživljaj sebe. U tom kontekstu važno je pokretratati proces kreativnosti, koji se u okviru psihoterapije pokretom i plesom izražava otkrivanjem novih obrazaca držanja, kretanja, verbalnog i neverbalnog izražavanja. Na taj se način se stvaraju preduslovi za usvajanje novih obrazaca u području psihičkog i socijalnog funkcionisanja. Takav pristup predstavlja prilog konceptu o jedinstvu duha i tela koji, prema savremenim tendencijama u lečenju i rehabilitaciji, postaje nezaobilazan u razumevanju ljudske egzistencije.

## Osnovne postavke
Prema osnovnim pretpostavkama psihoterapije pokretom i plesom, se zasniva na telesnim pokretima koji odražavaju emocionalno stanje pojedinca, a promene obrazaca kretanja dovode do promena u psihosocijalnom iskustvu. Ona je po svojoj suštini koncizan, praktičan uvod u oblik terapije, koji ima u svom centru delovanja odnose koji se odigravaju u telu i umu. Njegovom primenom, pokret, sa svojim fizičkim i metaforičkim potencijalom, obezbeđuje jedinstveni medij kroz koji pacijenti mogu pronaći sopstveni izraz, dostići nova tumačenja svojih osećanja i na kraju ostvariti veću integraciju svog emocionalnog i fizičkog iskustva.
U savremenoj terapijskoj praksi terapija pokretom i plesom primenjuje se kao samostalna ili komplementarna metoda u prevenciji i lečenju različitih psihofizičkih i psihosocijalnih poremećaja
Prema procenama Svetske zdravstvene organizacije depresivni i drugi psihički poremećaji su po značenju na IV mestu svih registrovanih bolesti uopše, a procenjeno je da će 2020. godine biti na drugome mestu među javnozdravstvenim problemima. Prema klasifikacijskom modelu MKB-10 među tipične simptome depresivnog i sličnih psihičkih poremećaja navode se: depresivno raspoloženje, gubitak interesa i uživanja i smanjenje energije, povećani umor i smanjenje aktivnosti. Uz druge uobičajene simptome (snižen nivo koncentracije, pažnje, samopouzdanja i samopoštovanja; osećaj krivice i bezvrednosti; pesimizam; ideje o samoozleđivanju i suicidu; poremećaji hranjenja i spavanja, nedostatak motivacije za ostvarivanjem i održavanjem socijalnih odnosa) mogu se javiti i somatski simptomi u obliku psihomotorne usporenosti ili agitacije, odnosno specifičan rigidni stav i držanje tela; promene u mišićnom tonusu (hipotonija/hipertonija); snižen nivo snage, fleksibilnosti, okretnosti i koordinacije.
Ispitivanjem specifičnih psihomotornih reakcija osoba obolelih od depresije došlo se do određenih zaključaka prema kojima i intenzitet psihomotornih manifestacija može biti jedan od dijagnostičkih kriterijuma depresivnog poremećaja. Tako, na primer, Sobin i sar. na analize radova usmerenih na psihomotorne simptome depresivnog poremećaja navode da se osobe sa depresivnim poremećajem razlikuju od normalne populacije i osoba sa ostalim mentalnim poremećajima u području grube motorike, diskretnih tjelesnih pokreta, kontakta očima, motoričke brzine, samododirivanja i smejanja. Autori Schrijvers i sar. u svojoj preglednoj studiji rezultata istraživanja usmerenih na psihomotorne simptome kod pacijenata sa depresivnim poremećajem naglašavaju da oni mogu biti korisno dijagnostičko i terapijsko sredstvo, ali isto tako upozoravaju na oprez u interpretaciji tih simptoma pri čemu treba uzeti u obzir vrstu i trajanje uzimanja farmakološke terapije koja također može izazvati slične reakcije.
Uzimajući u obzir brojnost simptoma može se zaključiti da je depresija i sličnim mentalni poremećaji kompleksni psihofizički poremećaji i da bi terapijske intervencije trebale obuhvatiti različite aspekte egzistencijalnog iskustva, ali i elemente telesnog doživljaja. U tom smislu, u savremenim pristupima usmerenim na terapiju depresivnog poremećaja postoji tendencija da se uz uobičajene farmakološke i psihoterapijske intervencije, kao što su kognitivno-bihevioralna, gestalt, psihodinamska, realitetna, interpersonalna i dr., uvode i psihoterapije usmerene na telesni doživljaj kao što su npr. body-psihoterapije ili psihoterapija pokretom i plesom. U svojoj osnovi one, uz standardne psihoterapijske tehnike, koje uključuju i proradu različitih sadržaja somatoemocionalnog iskustva usmeravajući pažnju na stav i držanje tela, pokret, obrasce kretanja, dodir, disanje, fiziološke reakcije i sl. U tom smislu, takve terapije koje obuhvaćaju celovito somatoemocionalno iskustvo, kao i telo kao jedan od medija terapijskog procesa, mogle biti korisno sredstvo u području dijagnostike i terapije osoba s depresivnim, ali i ostalim mentalnim poremećajima.

## Benefiti
Upoznavanje telesnog aspekta sopstvene ličnosti, osnaživanje motoričkih sposobnosti, pokretanje spontane ekspresije, prorada emocionalnog iskustva, kao i anticipacija budućih događaja na imaginarnoj osnovi, može u okviru psihoterapije pokretom i plesom neposredno uticati na stvaranje prihvatljive slike o sebi.

Krajnji cilj stvaranja novih saznanja usmeren je na podržavanje osećaja zadovoljstva, relaksacije i psihofizičke opuštenosti. Takođe, fokusiranje na telesne sadržaje, koji su indukovani unutarašnjim impulsima i potrebama, može se pokrenuti proces ostvarivanja psihosomatske homeostaze pri čemu se različiti aspekti ličnosti iz periferne perspektive postavljaju centralno što je, kako navodi Merlau-Ponty,,,
...osnova da bi se sadržaji sviesti razumeli, definisali, usvojili ili nadogradili.

## Literatura
- Meekums, Bonnie (2002). Dance Movement Therapy: A Creative Psychotherapeutic Approach. SAGE Publications. ISBN 978-0-7619-5767-6.

## Spoljašnje veze
- Psihoterapija pokretom i plesom (језик: хрватски)